# Antonio Fogazzaro
Antonio Fogazzaro (Vicenza, 25 marzo 1842 – Vicenza, 7 marzo 1911) è stato uno scrittore e poeta italiano.
Fu nominato senatore del Regno d'Italia nel 1896. Dal 1901 al 1911 fu più volte tra i candidati al Premio Nobel per la letteratura, che tuttavia non vinse. Aderì al Modernismo teologico.

## Biografia
Nasce a Vicenza, nella casa al numero civico 111 dell'attuale corso Fogazzaro, da Mariano, industriale tessile, e da Teresa Barrera, in un'agiata famiglia di tradizioni cattoliche: lo zio paterno Giuseppe era prete e una sorella del padre, Maria Innocente, era suora nel convento di Alzano, presso Bergamo. Antonio scriverà di sé stesso: «Dicono che sapessi leggere prima dei tre anni, che fossi un enfant prodige, antipatico genere. Infatti ero poco vivace, molto riflessivo, avido di libri. Mio padre e mia madre mi istruivano con grande amore. Avevo un carattere sensibile, ma chiuso».
Nel maggio 1848, nelle giornate della prima guerra di indipendenza, la madre lo porta con la sorella minore Ina a Rovigo: Vicenza è insorta e prepara la sua difesa contro la reazione dell'Imperial regio Esercito austro-ungarico. Il padre Mariano e lo zio prete don Giuseppe partecipano ai preparativi della città, ma sarà tutto vano e il 10 giugno l'esercito di Radetzky entra in Vicenza.
Concluse gli studi elementari nel 1850: scriverà poi di non avere «mai studiato con gran zelo quello che dovevo studiare, anche da ragazzetto leggevo con avidità ogni sorta di libri dilettevoli; per il vero studio non avevo nessun entusiasmo. Leggevo poi malissimo, in fretta e furia, disordinatamente [...] Il mio libro prediletto erano le Mémoires d'Outre-tombe del Chateaubriand. Andavo pazzo dell'autore; m'innamoravo fantasticamente di Lucile del Chateaubriand, come più tardi mi innamorai di Diana Vernon, un'eroina di Walter Scott».
Nel 1856 inizia a frequentare il liceo; tra i suoi professori è il poeta Giacomo Zanella: «Fu lui che mi fece innamorare di Heinrich Heine. Io non vedevo, non sognavo più che Heine». Non si crea amici fra i suoi compagni di scuola: «Passavo per aristocratico, reputazione che ho poi avuto più o meno dappertutto per il mio esteriore freddo, riservato e soprattutto per il mio odio della trivialità» ed è un adolescente timido e romantico: «Le mie fantasie amorose erano sempre tanto fervide quanto aeree: mi figuravo di avere un'amante ideale, un essere sovrumano come Chateaubriand descrive la sua Silfide. Con le signore ero di un imbarazzo, d'una timidezza, di una goffaggine straordinarie».
Scrive modeste poesie d'occasione, conservate in un suo quaderno e in lettere familiari, come una Campana a stormo, del 1855, o La Rassegnazione, del 1856.

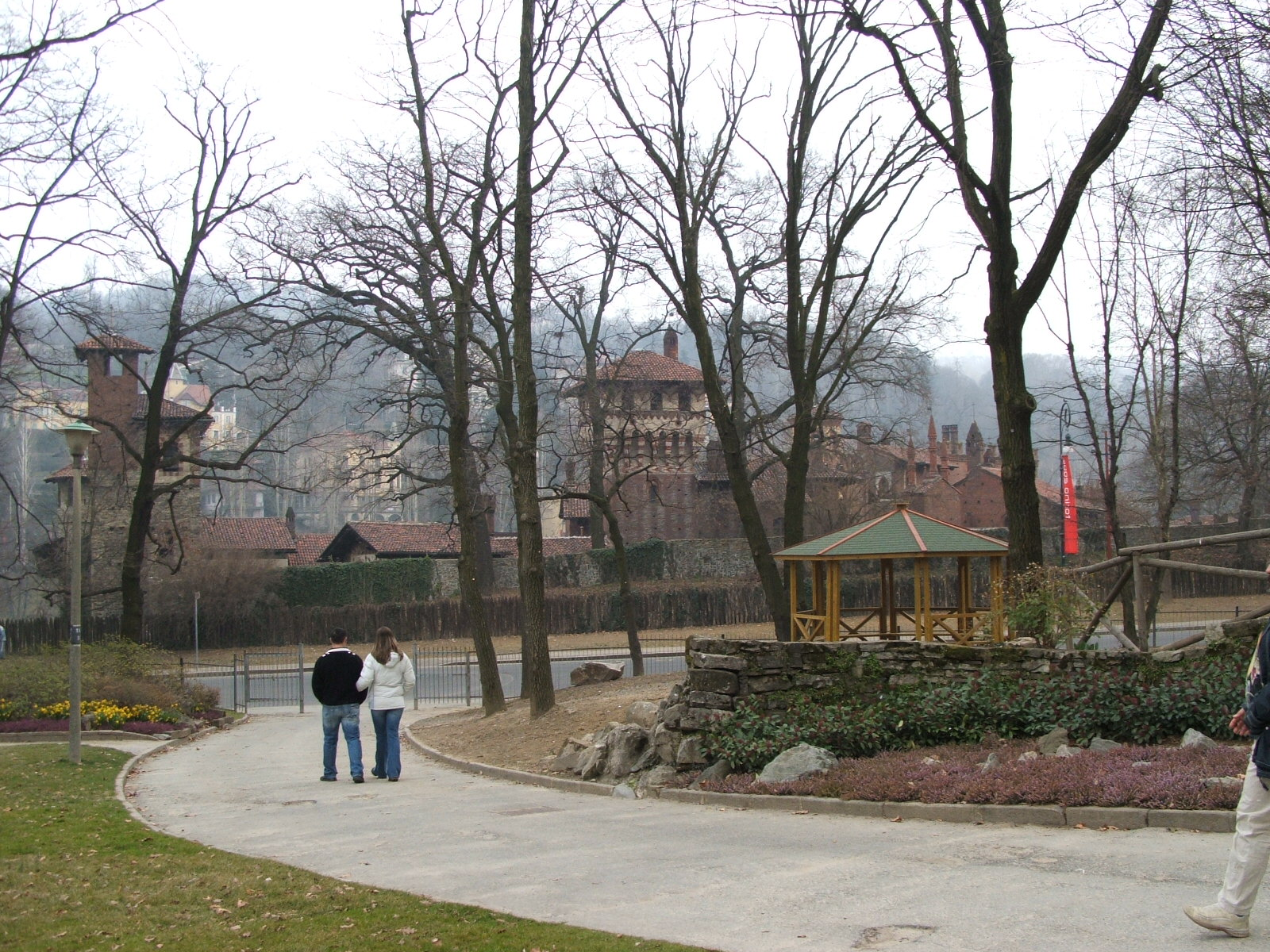
Il Parco del Valentino con il Borgo medioevale

Terminato il liceo nel 1858, i suoi interessi lo spingerebbero verso studi di letteratura ma trova l'opposizione del padre, che non trova in lui capacità letterarie e intende farne un avvocato. Iscritto all'Università di Padova, tra alcune lunghe malattie e la stessa chiusura d'autorità dell'Università nel 1859 a causa delle proteste studentesche contro il regime austriaco, Antonio perde due anni di studi. Nel novembre del 1860 la famiglia Fogazzaro si trasferisce a Torino e Antonio è iscritto alla facoltà di giurisprudenza dell'Università sabauda. Studia poco e malvolentieri, frequenta più spesso i caffè, giocando al biliardo, che le aule dell'Università e perde anche la fede cattolica; scrisse poi di aver provato allora «una certa soddisfazione come per aver rotto una catena pesante; sentivo però anche un lontano dubbio di errare. Lo provai specialmente la prima Pasqua che passai senza Sacramenti. So di avere passato delle ore di grande agitazione interna, passeggiando per il giardino deserto del Valentino».
Continua a scrivere poesie e il giornale Universo ne pubblica alcune nel 1863: si ricordano Campana del Mezzogiorno, Nuvola, Ricordanza del Lago di Como; si laurea nel 1864 con voti modesti. Nel novembre dell'anno successivo la famiglia si trasferisce a Milano e Antonio svolge il proprio praticantato presso uno studio legale.

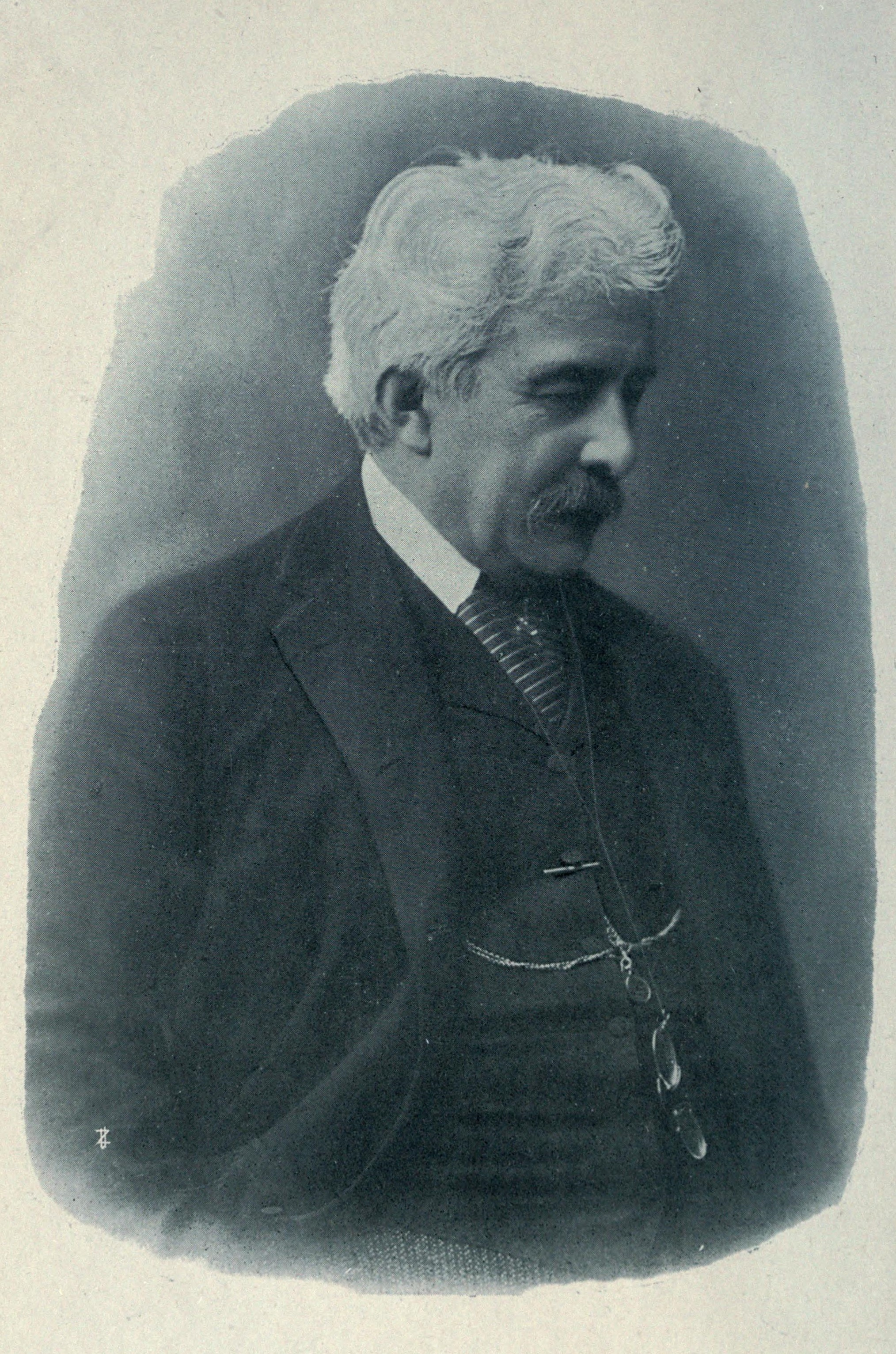
Antonio Fogazzaro

Fogazzaro conosceva fin dall'infanzia la famiglia vicentina dei conti Valmarana; rivide in particolare la giovane Margherita già a Torino nel 1862 e poi durante le vacanze degli anni successivi, finché i Valmarana resero visita a Milano alla famiglia Fogazzaro nel 1866, in quella che doveva essere la preparazione a una richiesta di fidanzamento, avvenuta qualche mese dopo. I due giovani si sposarono il 31 luglio 1866 a Vicenza, da poco occupata dalle truppe italiane a seguito della terza guerra di indipendenza, e pochi mesi prima che il Veneto entrasse ufficialmente a far parte del Regno d'Italia.
Il suo lavoro di collaboratore svogliato di uno studio legale non gli permette di mantenere se stesso e la moglie senza il soccorso economico della sua famiglia di origine. A Milano conosce Abbondio Chialiva, un vecchio carbonaro che lo introduce nell'ambiente letterario degli scapigliati, scrittori che, come Emilio Praga, i fratelli Arrigo e Camillo Boito, Iginio Ugo Tarchetti, cercavano, consapevoli del provincialismo letterario italiano, nuove strade nell'arte, rifacendosi alle tradizioni romantiche tedesche e francesi. Si lega in particolare con Arrigo Boito ma non farà mai parte di quella corrente che, per quanto confusa e velleitaria, appariva troppo ribelle ai suoi occhi di borghese conservatore e intimamente conformista.
Nel 1868 supera gli esami di abilitazione alla professione di avvocato; scrive allo zio Giuseppe il 21 maggio: «Eccomi avvocato; bell'affare per i miei futuri clienti! Intanto metto il Codice Civile in disponibilità, mando la Procedura in licenza e condanno il Codice Penale alla reclusione». Pensa infatti di dedicarsi ancora alla poesia; nel 1869 nasce Gina, la prima figlia, e intanto comincia a lavorare a un romanzo e a un poemetto in versi.

### Miranda
Fogazzaro inviò al padre il manoscritto del poemetto Miranda il 3 dicembre 1873: «A me pare buono e in certe parti, devo dirtelo? molto buono, ma sono il primo a convenire che tutti gli autori, sino a' più ladri, hanno la stessa opinione delle cose proprie». Anche al padre, che è deputato del collegio di Marostica al Parlamento italiano, l'opera pare «bella, bellissima [...] ho divorato i tuoi versi tutti d'un fiato [...]» e ricerca un editore che la pubblichi, ricevendo tuttavia solo rifiuti, tanto da far pubblicare il libro a proprie spese nel 1874.

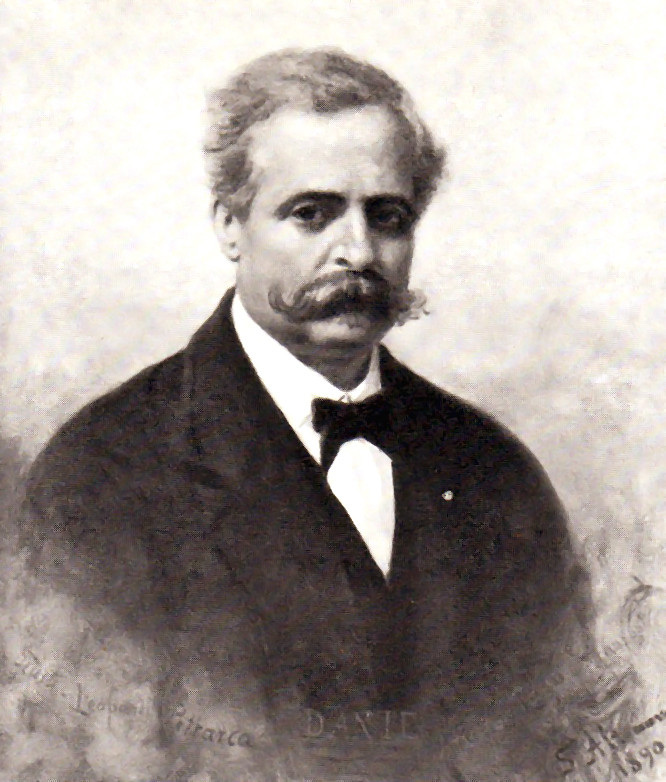
Il critico Francesco de Sanctis

Sollecitò giudizi da un letterato di fama come Gino Capponi che, non si sa con quanto spirito di circostanza, ne dà una valutazione lusinghiera ma riceve, il 15 giugno 1874, un giudizio netto e severo dal grande critico, e collega al Parlamento, Francesco de Sanctis:
Miranda è un carattere muto, come direbbero i tedeschi, che si sviluppa poco a poco sotto la fiamma latente dell'amore. Concezione bellissima e anche originale, ma poco studiata e poco scrutata. Che l'autore abbia la forza di far meglio si vede in certi momenti psicologici colti felicemente e ben rappresentati, specialmente nel Libro di Miranda. Questi difetti organici producono una monotonia che giunge talora sino alla stanchezza e all'ineloquenza, un difetto d'espressione, un soverchio di muta concentrazione che può nutrire una scena, ma non una poesia così lunga.»
Miranda si compone di tre parti: La lettera, Il libro di Miranda e Il libro di Enrico svolgendo la vicenda di un amore irrealizzato: in Enrico, Fogazzaro avrebbe voluto rappresentare la figura di un giovane poeta estetizzante e troppo egoista per amare altri fuori di sé stesso, un figlio del suo tempo visto nel lato più negativo, mentre in Miranda è raffigurata una ragazza – come scrive il Gallarati Scotti (Vita di A. F.) - «nata tutta dal sogno, anima e corpo, e dei sogni ha perciò il pallore e l'inconsistenza. I suoi piedi non toccano terra e il suo cuore, in fondo, non batte con violenza, come chi ami in questo mondo reale un uomo reale [...] essa ci commuove per quel tanto del mondo interiore che del suo poeta che si accende in lei. Ma non appena essa si muove come un personaggio che è centro di un piccolo intreccio di avvenimenti [...] noi sentiamo che essa non ha mai avuto vita vera».
Se non ai critici e ai letterati, quella poesia piacque però al pubblico dei lettori dei quali solleticava l'allora dominante spirito sentimentale e Fogazzaro ne trasse incoraggiamento per proseguire nella via intrapresa della scrittura letteraria.

### Valsolda

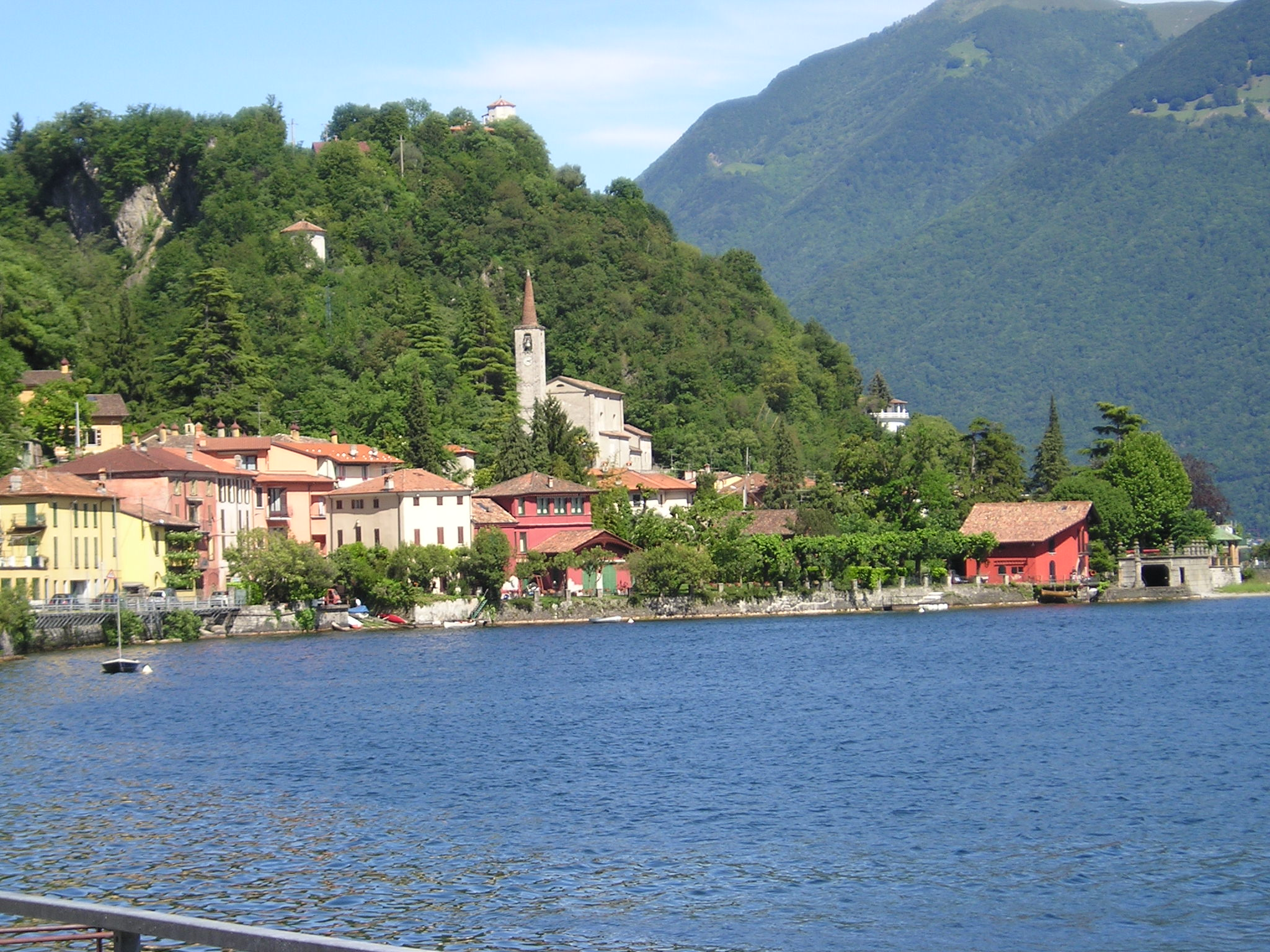
Veduta di Valsolda, sul lago di Lugano

Due anni dopo, nel 1876, esce la raccolta di versi Valsolda, legata alla omonima località sul lago di Lugano, presso una piccola casa editrice milanese, giacché il maggior editore dell'epoca, il Treves, rifiuta di pubblicarla. Questa volta, all'insuccesso critico si somma la delusione del pubblico, che in quei versi non trova il tono sentimentale di Miranda, che tanto era piaciuto agli spiriti romantici del tempo; in Valsolda Fogazzaro privilegia la nota paesistica ma il suo verseggiare, pur immaginoso e musicale, è privo di note personali, ha un che di accatto dilettantesco: vi si trova del Prati e dello Zanella, dell'Aleardi, dell'Hugo e del Heine, ma la poesia è assente.
Era intanto ritornato alla fede cattolica; scriverà anni dopo che a questo passo un influsso decisivo aveva avuto un libro di Joseph Gratry, la Philosophie du Credo:
«Volevo aver fede, riposarmi, ristorarmi in Dio, sola pace sicura, e tante volte non potevo. Incominciai a leggere con desiderio e speranza; ero molto commosso quando chiusi il libro».

### Malombra
|  | Per approfondire, leggi il testo Malombra. |

Fu forse la consapevolezza di non avere nelle sue corde l'espressione poetica a spingerlo verso la prosa. Iniziato nella seconda metà degli anni settanta, nel 1881 esce il suo primo romanzo, Malombra. Protagonista è Marina di Malombra, bella e psicotica nipote del conte Cesare d'Ormengo, nel cui palazzo vive dopo la morte dei genitori. Qui trova casualmente un biglietto scritto nei primi anni dell'Ottocento da un'antenata – moglie infelice del padre del conte d'Ormengo e amante di un certo Renato – Cecilia Varrega, che invitava chi avesse trovato il suo messaggio a vendicarla contro i discendenti del marito.

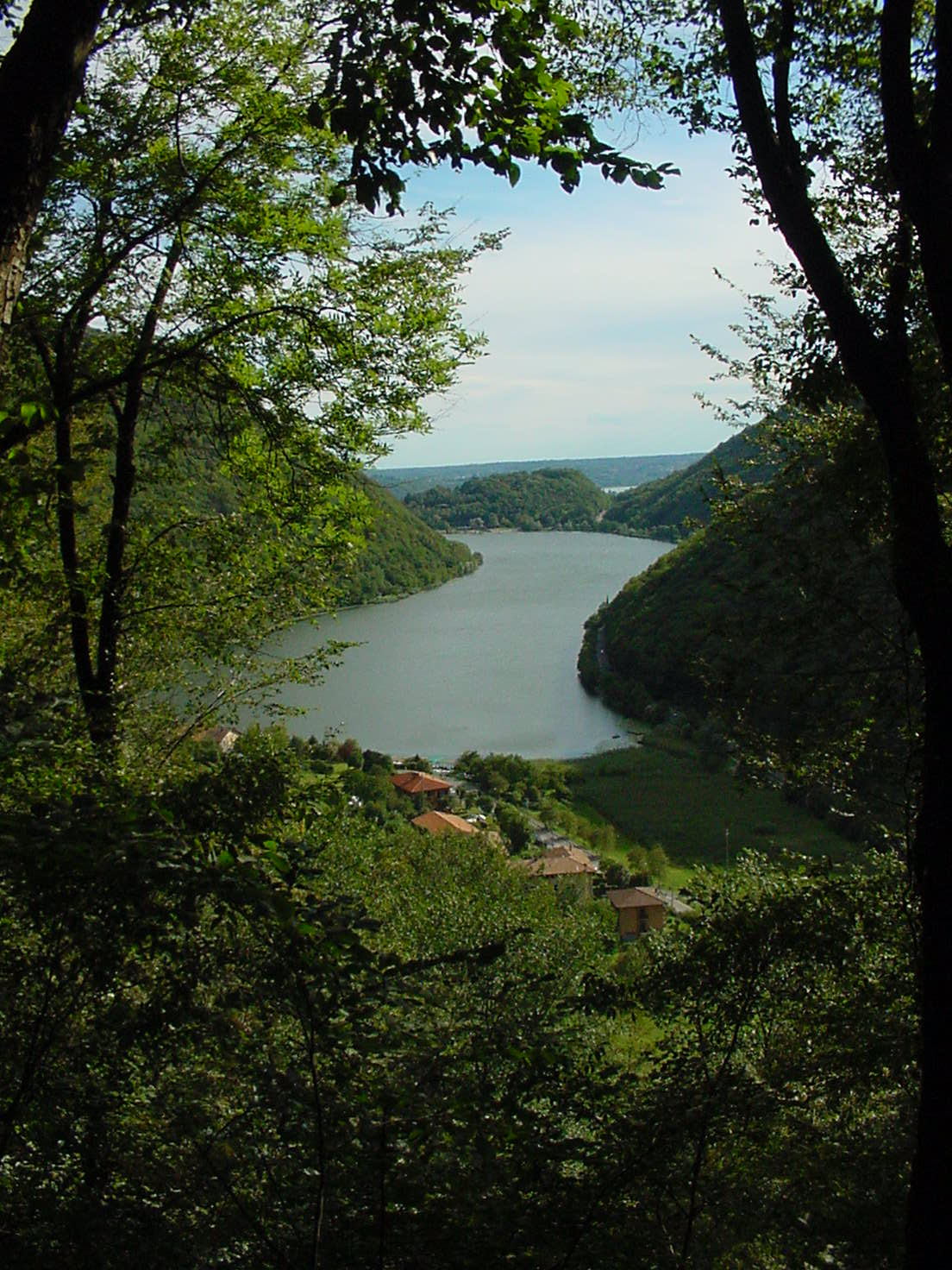
Il lago del Segrino, dove s'immagina ambientata la vicenda del romanzo Malombra

Puntualmente Marina, che si considera una reincarnazione della disgraziata Cecilia, consumerà la vendetta, facendo morire lo zio Cesare e uccidendo lo scrittore Corrado Silla, a sua volta considerato come la reincarnazione dell'amante di Cecilia. In una notte tempestosa, Marina scomparirà nelle oscure acque del lago.
I protagonisti del romanzo, Marina e Corrado, sono figure che Fogazzaro riprenderà pressoché in tutti i suoi romanzi successivi: Marina è la donna bella, aristocratica, sensuale ma inafferrabile, inquieta e nevrotica; Corrado Silla è l'intellettuale ispirato da importanti ideali che vorrebbe realizzare, ma ne è impedito dalle lusinghe del mondo e dall'inettitudine che lui stesso sente come fondamento del proprio essere.
Nel romanzo, percorso da un'atmosfera morbosa di occultismo, sensualità e morte, Fogazzaro introduce personaggi umoristici e generosi (il segretario del conte e sua figlia Edith, di casta purezza) o macchiettistici, come la contessa Fosca e il figlio Nepo. L'utilizzo del dialetto nei dialoghi di alcuni personaggi e il cogliere l'umana cordialità della provincia lombarda attenua la tensione di mistero e d'imminente tragedia che agita la vicenda.
Il libro, che mostra anche gli interessi spiritisti dello scrittore, suscitò reazioni contrastanti. Criticato da Salvatore Farina e da Enrico Panzacchi, fu parzialmente lodato da Giovanni Verga, che lo definì «una delle più alte e delle più artistiche concezioni romantiche che siano comparse ai nostri giorni in Italia». Anche Giuseppe Giacosa lo descrisse come «il più bel libro che siasi pubblicato in Italia dopo I promessi sposi», ma le maggiori riviste letterarie non lo citarono nemmeno.
La vicenda è ambientata sulle rive del lago del Segrino, un piccolo lago della Brianza comasca. Il palazzo, invece, è l'antica villa Pliniana sul Lago di Como, che Fogazzaro visitò e che con la sua lugubre atmosfera costituì una delle principali fonti di ispirazione del romanzo. La versione cinematografica di Mario Soldati (1942), uno dei capolavori del cinema italiano, venne girata nella stessa villa Pliniana.

### Daniele Cortis
|  | Per approfondire, leggi il testo Daniele Cortis. |

Si conosce con esattezza il periodo di composizione del successivo romanzo, il Daniele Cortis, indicato dallo stesso scrittore: iniziato il 30 maggio 1881, fu compiuto l'11 marzo 1884. In tale periodo Fogazzaro ebbe una relazione, che si prolungherà per una decina d'anni, con Felicitas Buchner, una bavarese istitutrice dei figli del cognato dello scrittore, vissuta da entrambi con forti sensi di colpa, fra sensualità e volontà misticheggianti, che si riflette nello stesso intreccio del romanzo.
Protagonista è un deputato cattolico che si propone la costituzione di un nuovo partito nel panorama dell'Italia del tempo, una democrazia cristiana che raccolga l'adesione dei tanti cattolici alla vita politica – vietata allora dal Non expedit papale – e abbia a capo un uomo di alte qualità intellettuali e morali. Il tentativo si rivela un fallimento, come un fallimento è la vicenda d'amore del Cortis con la cugina Elena, sposata a un personaggio indegno, che si conclude con la rinuncia in nome di un amore sublimato nel sacrificio e nella lontananza degli amanti.
Nel romanzo Fogazzaro esprime, per bocca del suo protagonista, le proprie convinzioni politiche: «Io lascerò dunque la Camera, augurando che vi entrino presto degli uomini sciolti dalle superstizioni e dalle ignoranze di un certo individualismo liberale, che si crede alla testa dell'umanità, e non s'accorge di passare alla coda; non si accorge di aver lavorato utilmente sì, a distruggere tante cose, ma di aver lavorato non per sé, sibbene per uno molto più forte, molto più potente, che ora, trovando le vie sgombre, arriva e se lo piglia lui il mondo, e lascerà forse a simili liberali qualche prato d'Arcadia e poche pecore. Questi uomini penetrati dal futuro, questa gente positiva, verrà alla Camera, convinta, a differenza di altri retori e mitologi, che nel lungo lavoro di rinnovamento sociale cui le forme moderne della produzione impongono, il migliore strumento sarà una monarchia forte, sciolta da qualunque legame con qualunque chiesa, ma profondamente rispettosa del sentimento religioso».
Il libro ebbe successo e il Giuseppe Giacosa, che lo propose all'editore torinese Casanova per la pubblicazione, scrisse a Fogazzaro che « [...] Daniele Cortis va per la strada del trionfo. Quanti lo leggono ne sono entusiasti; io me lo rilessi e me lo gustai deliziosamente: ho inteso Verga esclamare leggendolo: questo non è solamente il primo romanziere d'Italia ma dei primissimi in Europa».

### Il mistero del poeta
Nel 1887 comparve una mediocre raccolta di novelle e poesie, Fedele e altre novelle; l'11 aprile di quell'anno morì il padre: la figura di Mariano Fogazzaro rivivrà nel protagonista del suo migliore romanzo, Piccolo mondo antico da cui è tratto l'omonimo film del 1941 ad opera di Mario Soldati, che ne consacra il titolo fra i classici del cinema italiano.

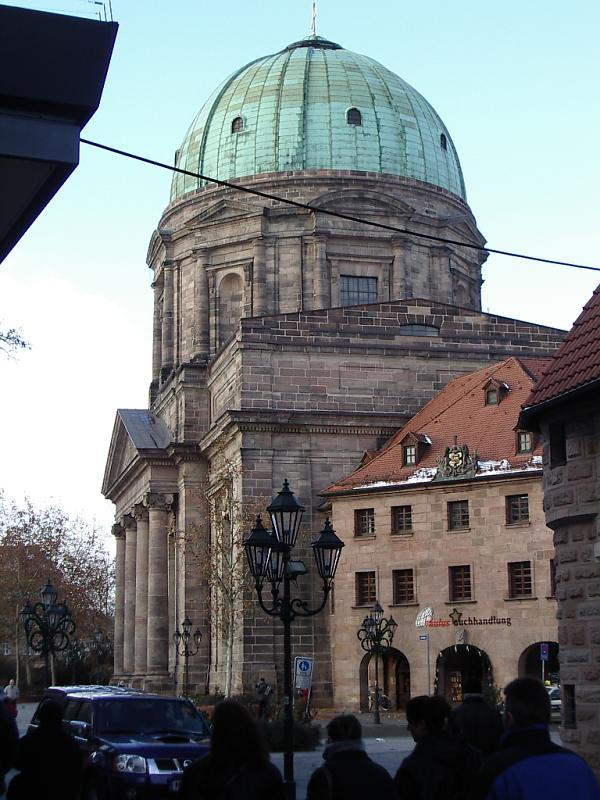
La chiesa di Sant'Elisabetta a Norimberga

Il 28 marzo Fogazzaro aveva tenuto al Circolo filologico di Firenze una conferenza sul tema Un'opinione di Alessandro Manzoni, criticando il rifiuto dello scrittore milanese di trattare nel suo romanzo dell'amore – più propriamente potremmo dire dell'erotismo. Manzoni aveva scritto, motivando con la consueta, sottile ironia, la sua scelta, che « [...] l'amore è necessario a questo mondo: ma ve n'ha quanto basta e non fa mestieri che altri si dia la briga di coltivarlo; e che col volerlo coltivare non si fa altro che farlo nascere dove non fa bisogno». Fogazzaro, romanziere del resto estraneo in tutto al Manzoni, ne critica l'assunto, sostenendo che è proprio dell'arte dover esaltare l'amore che « [...] incompreso da loro stessi tende continuamente là, aspira al suo fine, all'unità piena, impossibile su questa terra». È la teorizzazione del "grande amore", quello esclusivo, delle anime nobili o singolari o tormentate, un amore che appartiene sostanzialmente alla letteratura ma non alla realtà.

### Fogazzaro e l'evoluzionismo darwiniano
Con L'origine delle specie (The Origin of Species), pubblicata nel 1859, Charles Darwin diede un colpo decisivo sia alle teorie creazioniste che si fondavano sulla tradizione biblica dell'origine delle specie, sia all'evoluzionismo lamarckiano che postulava che gli organismi fossero il risultato di un processo graduale di modificazione che avveniva sotto la pressione delle condizioni ambientali. Nonostante le polemiche sulla teoria darwiniana si trascinassero ancora per diversi decenni, Fogazzaro, che lesse il libro del Darwin nel 1889, ne fu conquistato e turbato insieme; consapevole dei seri problemi che la nuova teoria, alla quale aderì senza riserve, comportava per il magistero della Chiesa, egli volle tentare di conciliarla con la tradizione del pensiero cattolico. Credette di trovarla nella lettura del libro di Joseph LeConte Evolution and its relations with religious thought, ove lo scrittore statunitense formula l'ipotesi che le forze naturali responsabili dell'evoluzione delle specie sarebbero una diretta emanazione della volontà divina.

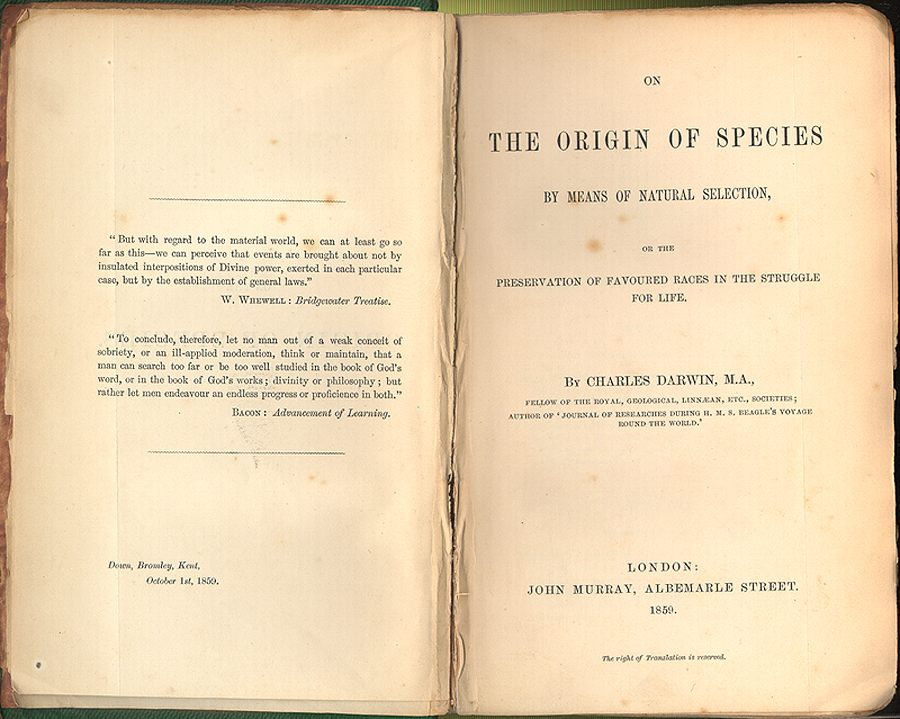
L'edizione de L'origine delle specie del 1859

Con questo spirito Fogazzaro tenne, il 22 febbraio 1891, una conferenza all'Istituto veneto di scienze, lettere ed arti di Venezia (del quale sarà anche presidente tra il 1902 e il 1905), sul tema Per un recente raffronto delle teorie di Sant'Agostino e di Darwin sull'evoluzione, che tuttavia scontentò i cattolici senza peraltro conquistarsi le simpatie dei darwiniani. Il vescovo di Cremona Geremia Bonomelli gli scrisse il 2 maggio invitandolo alla prudenza, perché «le ottime sue pagine sono gravissime e domandano maggior svolgimento: è necessario a cessare certi pericoli e certe accuse». Fogazzaro rispose due giorni dopo sostenendo di essere stato spinto, « [...] col desiderio sincero di dar gloria di Dio», a contrastare « [...] la protervia, la ignoranza e la malafede di quegli evoluzionisti che giudicano spacciato il cristianesimo e così predicano facendo un male immenso come io stimo, sopra tutto ai giovani di ingegno e di cuore, cui la dottrina dell'Evoluzione, ormai professata da una grande maggioranza di scienziati, invincibilmente attrae».

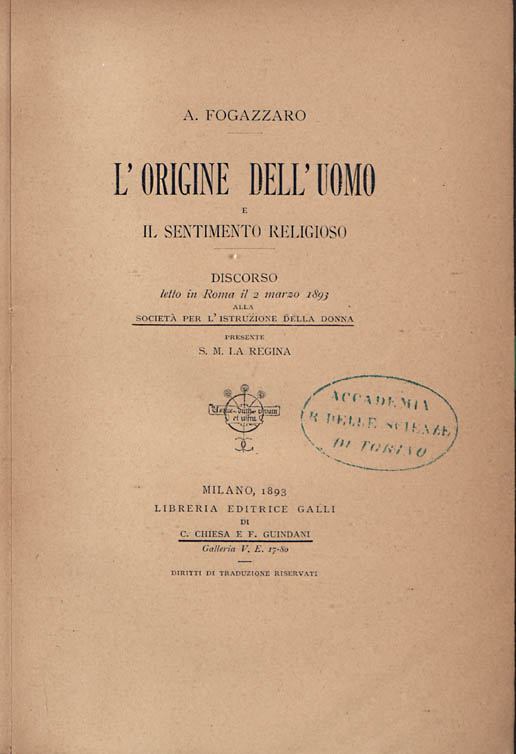
Frontespizio de L'origine dell'uomo e il sentimento religioso

Il 2 marzo 1893 tenne, al Collegio Romano, una conferenza sull'Origine dell'uomo e il sentimento religioso, presente anche la regina Margherita di Savoia, ove ribadì la sua adesione alla teoria darwiniana, sostenendo anche la teoria, ripresa da Antonio Rosmini, sull'origine dell'anima che non si formerebbe immediatamente con l'embrione, ma solo dopo un certo grado del suo sviluppo.
Fu attaccato dal quotidiano L'Osservatore Cattolico il 16 marzo e da La Civiltà Cattolica il 15 e il 31 ottobre che rimproverò che un « [...] laico di sua privata autorità si presenta a insegnare ad altri fedeli ciò che è o non è da credere e come s'abbia a concepire d'ora innanzi la creazione», ravvisando in questa pretesa un pericolo di compromissione non solo della dottrina teologica ma della stessa struttura gerarchica della Chiesa.
Lo studioso vicentino Paolo Marangon scrive: «In buona sostanza l'autore di Piccolo mondo antico, nel momento stesso in cui riconosce la grandezza di Darwin e la sua onestà di studioso, ne riduce l'opera a livello di spiegazione tecnica dell'origine e della varietà delle specie, sostituendo il meccanismo mutazione-selezione-caso tipico del darwinismo con un Potere occulto, una segreta Potenza, che presiederebbe internamente non solo al processo dell'evoluzione biologica, ma all'ascensione complessiva dell'universo e della storia umana secondo un immenso, imperscrutabile disegno trascendente».

### Piccolo mondo antico
|  | Per approfondire, leggi il testo Piccolo mondo antico. |

Nel luglio 1894 decise di cessare la relazione con la Buchner – la Elena del Daniele Cortis – la quale, dopo la morte di Fogazzaro scrisse al Gallarati Scotti, nel settembre 1911, che dopo aver provato « [...] un dolore amaro, durai fatica a perdonare; la ragione comprendeva molto bene ma il cuore non voleva comprendere, si ribellava [...] tre anni fa [...] avevo ritrovato l'equilibrio morale e sentivo che quel passato era un tesoro che nessuno poteva togliermi [...] cominciavo a dire al Signore, pensando all'amore perduto: Tu l'hai donato, tu l'hai tolto, sia benedetta la tua mano severa».
Il 16 maggio 1895 morì a vent'anni il figlio Mariano; scrisse alla cugina Anna: « [...] adesso è lui che guida me, è lui che mi assiste, che mi consiglia, che mi aiuta col mio stesso pianto».

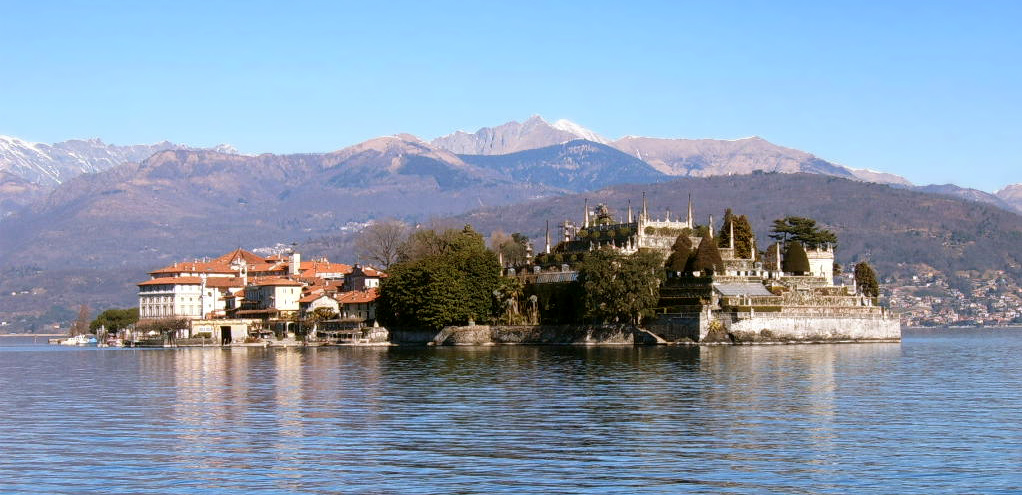
L'Isola Bella sul Lago Maggiore

L'anno dopo uscì il suo capolavoro, Piccolo mondo antico, meditato e lentamente composto fin dal 1889. Ambientata negli anni che precedono la seconda guerra di indipendenza, sullo sfondo del lago di Lugano, è la storia della famiglia del nobile Franco Maironi, cattolico e liberale, e della piccolo borghese Luisa Rigey, al cui matrimonio si era opposta la filoaustriaca marchesa Orsola, nonna di Franco. Le difficoltà economiche e il senso profondo di schiettezza e di giustizia che anima Luisa, rispetto al carattere flessibile di Franco, rendono difficile il rapporto fra i due coniugi fino ad allontanarli quando la piccola figlia Maria muore annegando nel lago; ma mentre Luisa si chiude in sé stessa e si dedica allo spiritismo nell'illusione di ricostituire un contatto con la bambina, Franco si trasferisce a Torino, dove lavora e acquisisce la coscienza della necessità di partecipare attivamente alla liberazione delle terre italiane dall'occupazione austriaca.
Il romanzo si conclude con l'incontro dei due coniugi all'Isola Bella, nel 1859, dove Franco s'imbarca per raggiungere la riva lombarda del lago Maggiore e combattere con le truppe italiane: l'annuncio del rinnovamento risorgimentale allude a un prossimo, rinnovato rapporto tra Franco e Luisa.
Come scrisse il Gallarati Scotti nella sua biografia, in questo romanzo il Fogazzaro « [...] ha scoperto le pure sorgenti della sua sincerità e della sua ispirazione. L'accento nuovo e originale egli l'ha trovato nella rinuncia a tutti i sentimenti torbidi e convenzionali che attraggono le masse e in una più intima comunione con gli ideali che gli erano stati trasmessi dai suoi padri; con gli uomini e la terra della sua infanzia. Egli ha voluto glorificare le cose umili e non comprese dal mondo: un paese nascosto tra le ultime pieghe della terra lombarda; anime generose, dolorose e buone, nascoste tra le pieghe della grande storia del Risorgimento; virtù eroiche ma non apparenti, vicende piane, affetti sani, l'amore nel matrimonio, il dolore nella famiglia, il dramma intimo fra le pareti di una modesta casa borghese».
Fu l'unanime successo del romanzo a spingere re Umberto I a emanare, il 25 ottobre 1896, il decreto di nomina a senatore del Fogazzaro il quale tuttavia, avendo un censo inferiore alle canoniche 3.000 lire d'imposta, poté entrare in Senato solo il 14 giugno 1900, soddisfacendo allora ai requisiti richiesti.

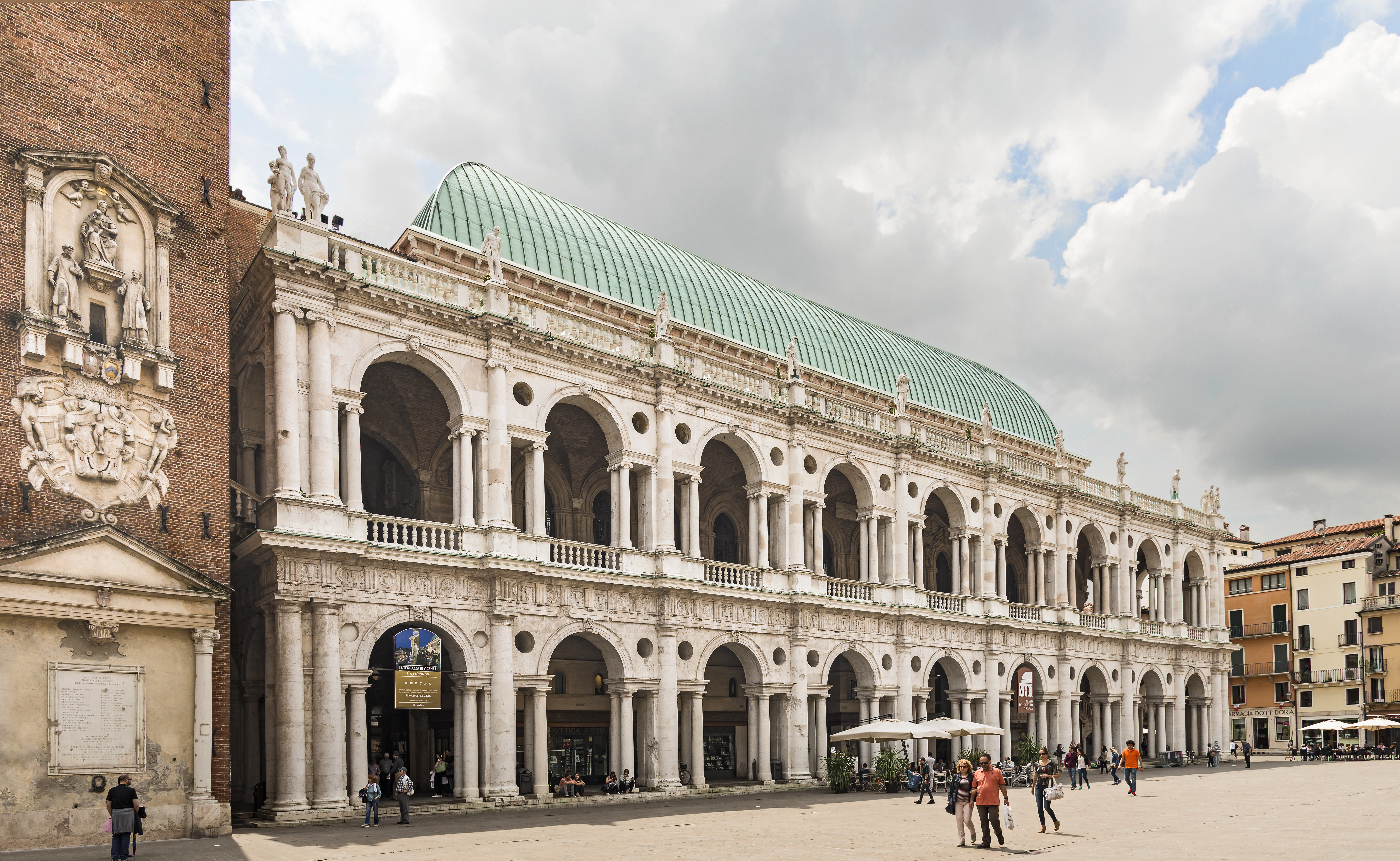
Vicenza, Piazza dei Signori e la Basilica Palladiana

Il 2 marzo 1897, centenario della nascita di Antonio Rosmini, furono pubblicati dall'Accademia degli Agiati di Rovereto due volumi sul filosofo trentino, nei quali è contenuto anche lo studio di Fogazzaro La figura di Antonio Rosmini, da lui considerato « [...] il propugnatore dell'unità italiana, delle istituzioni liberali e d'una riforma ecclesiastica; il contraddittore formidabile di certi teologi e moralisti e soprattutto il patrono, per così dire, di una specie di opposizione costituzionale cattolica, che osa disapprovare l'azione del partito preponderante nella Chiesa».
Il 6 giugno, a Vicenza, tenne un discorso dalla loggia della Basilica Palladiana per l'inaugurazione di un busto di Cavour, esaltando l'opera del politico piemontese che « [...] affrontò intrepido, per la libertà dei commerci, le collere di plebi ingannate; stette nella questione ecclesiastica, a difesa della libertà civile, contro tutto che nel suo paese era più potente, l'alto clero, gran parte della classe cui egli stesso appartenne, gli uomini più provati nel servizio del Re e dello Stato», opponendosi a ogni ipotesi di restaurazione del potere temporale e facendo propria la massima famosa della «Libera Chiesa in libero Stato».

### Piccolo mondo moderno
|  | Per approfondire, leggi il testo Piccolo mondo moderno. |

Il 21 novembre 1900 terminò il manoscritto del nuovo romanzo Piccolo mondo moderno, pubblicato l'anno dopo. Protagonista è Piero Maironi, il figlio di Franco e Luisa; sposato a una donna mentalmente malata, è attratto dal fascino sensuale di Jeanne Dessalle, un'intellettuale raffinata, bella e ricca, appartenente al "bel mondo" internazionale; il rapporto, fatto di ambiguità e di desideri deviati, non si conclude: con la morte della moglie, Piero decide di vivere asceticamente, ripromettendosi di agire per la riforma della Chiesa.
Anche per i protagonisti di questo romanzo può riferirsi il giudizio che Luigi Russo (I Narratori, 1922) diede per tutti gli altri – con l'esclusione di quelli di Piccolo mondo antico: «I personaggi del Fogazzaro parlano spesso di Dio, ma sempre in compagnia di una donna; immaginano di amare, ma non amano mai attivamente: sentono i contrasti e i richiami dei doveri superiori, ma come se obbedissero allo scatto di una molla meccanica. Donde quel misticismo diffuso, quell'erotismo cronico, che non arriva mai a una conclusiva catarsi di vita e di arte».
Il 20 luglio 1903 morì papa Leone XIII: a suo successore, Fogazzaro sperava nell'elezione del cardinale Alfonso Capecelatro di Castelpagano, nel quale credeva di vedere interpretati i suoi desideri di rinnovamento della Chiesa; ma il 4 agosto venne eletto il cardinale Giuseppe Sarto, col nome di Pio X. Fu una delusione per lo scrittore, che vide nel nuovo papa uno spirito semplice, persino rude, ma nemico delle sottigliezze della politica come dei tormenti delle meditazioni dell'intelletto; ne temeva un'accentuazione dell'autoritarismo gerarchico e una chiusura nei confronti dello spirito più moderno.

### Il Santo
|  | Per approfondire, leggi il testo Il Santo. |

Il 27 dicembre 1902 Fogazzaro scriveva al vescovo Geremia Bonomelli che le « [...] letture di Loisy, di Houtin, di Tyrrell, conversazioni con Semeria, P. Gazzola, don Brizio, P. Genocchi mi hanno scosso, illuminata, qualche volta pure, se vuole, turbata l'anima; turbata di quel turbamento del quale il Tyrrell dice che è facile prenderlo per una febbre mortale mentre non è che una febbre di sviluppo. Ho finalmente capito, leggendo quei libri, quello che Semeria mi disse anni sono: "bisogna conoscere la critica biblica"» e alla contessa Caterina Colleoni: « [...] ora ho per le mani due libri nuovi dell'abate Loisy: L'Evangile et l'Eglise è una confutazione di Harnack che mi fa particolarmente piacere, perché Harnack col suo cristianesimo depurato (Das Wesen des Christenthums) mi pare abbia sedotto molti».

Fogazzaro nel suo studio

Il Loisy sosteneva che la Chiesa aveva mostrato nella storia capacità di adattare i dogmi ai bisogni dei tempi, senza con ciò alterare la propria tradizione; il 16 dicembre 1903 il Sant'Uffizio condannava gli scritti del Loisy, al quale Fogazzaro fece pervenire la propria solidarietà.
Nel novembre 1905 uscì il nuovo romanzo Il Santo, protagonista ancora Piero Maironi che, ortolano nell'abbazia benedettina di Subiaco, si fa chiamare Benedetto e conduce una vita di preghiera e di penitenza. Qui è riconosciuto da Jeanne Dassalle che, rimasta vedova, sperava di poter riallacciare una relazione ma si rende subito conto che Piero è ormai troppo mutato; venerato come un santo nel paesino di Jenne, Piero va a Roma, contando di convincere lo stesso papa della necessità di una radicale riforma della Chiesa, ma viene ostacolato tanto dai cattolici tradizionalisti che dagli esponenti dello Stato laico. Sfiduciato e malato, muore in casa di un amico, assistito da Jeanne.
Se non ebbe successo di critica, grande fu la sua risonanza fra il pubblico; gli espresse la propria ammirazione perfino il presidente degli Stati Uniti d'America – e premio Nobel per la pace – Theodore Roosevelt: « [...] it is a good book for any sincerly religious man or woman of any creed, provided only that he realizes that conduct counts for more than dogma», ma fu condannato tanto dai laici intransigenti quanto dai cattolici. Si pensò subito alla sua messa all'Indice: nel romanzo, il personaggio di padre Clemente, monaco di Subiaco, sostiene che « [...] probabilmente dopo la morte le anime umane si troveranno in uno stato e in un ambiente regolati da leggi naturali come in questa vita» e Piero sostiene la presenza attiva delle anime dei defunti su questa terra.
E in effetti, il 4 aprile 1906 il libro fu condannato con un Decreto della Congregazione dell'Indice. Lo scrittore fece atto di obbedienza: « [...] ho risoluto fin dal primo momento di prestare al Decreto quella obbedienza che è mio dovere di cattolico, ossia di non discuterlo, di non operare in contraddizione di esso autorizzando altre traduzioni e ristampe».

### Leila
|  | Per approfondire, leggi il testo Leila. |

Pur avendo fatto atto di sottomissione, Fogazzaro continuò a ribadire la convinzione della necessità di un rinnovamento delle istituzioni ecclesiali che le rendessero aperte alle esigenze dello spirito moderno. Il 18 gennaio 1907 tenne all'École des Hautes Études di Parigi una conferenza su Le idee di Giovanni Selva, uno dei personaggi del romanzo Il Santo, l'intellettuale modernista le cui dottrine sono riprese da Piero Maironi.
Vi sostiene che « [...] l'avvenire vedrà uno straordinario ringiovanimento della Chiesa», certo che vi coopereranno forze nuove e vitali. La religione è per lui, più che dogma, azione e vita, e soprattutto carità attiva e amore fraterno, le migliori dimostrazioni della verità cattolica, e un rinnovato spirito evangelico quale egli credeva di vedere espresso da un George Tyrrell « [...] l'uomo davanti al quale tutti i Giovanni Selva del mondo s'inchinano con venerazione», che tuttavia la Chiesa scomunicherà solo pochi mesi dopo.
A ribadire ogni chiusura col mondo moderno viene, l'8 settembre 1907, l'enciclica Pascendi Dominici gregis, che condanna il movimento modernista, accusato di non porre « [...] già la scure ai rami e ai germogli, ma alla radice medesima, cioè alla fede e alle fibre di lei più profonde [...] ogni modernista sostiene e quasi compendia in sé molteplici personaggi: quello di filosofo, di credente, di teologo, di storico, di critico, di apologista, di riformatore»; di qui la necessità di istituire in ogni Diocesi un Consiglio di disciplina che scruti « [...] gli indizi di modernismo tanto nei libri che nell'insegnamento, con prudenza, pacatezza ed efficacia, stabilendo quanto è necessario per l'incolumità del clero e della gioventù».
Come scrive il Gallarati Scotti, « [...] si entrava in un'ora grigia di spionaggi e di denunce, forme odiose e non infrequenti in tutti i secoli e in tutte le società, ma che il Fogazzaro s'illudeva non dovessero e non potessero mai più risorgere nel mondo cosiddetto moderno e che perciò lo turbavano e gli parevano maggior male degli errori stessi, per l'antipatia che avrebbero provocato nei regimi di libertà contro la Chiesa».

Il critico Giuseppe Antonio Borgese

Iniziato nel 1905, Leila, l'ultimo romanzo di Fogazzaro, fu presentato a Milano l'11 novembre 1910 ma era già noto da una decina di giorni: infatti, il 10 novembre, il critico Giuseppe Antonio Borgese poteva già scriveva dalle colonne de La Stampa di Torino che « [...] i personaggi di Leila partecipano vivamente alla vita dello spirito. Vi sono i rappresentanti dell'estrema destra, l'arciprete don Tita, il canonico don Emanuele, le bizzochere che fan loro bordone, gente di costumi immacolati, ma di cuor gretto e di mente chiusa, cristiani osservantissimi secondo la lettera, ma ignari di ciò che sia veramente la fede e la carità, sepolcri imbiancati. La gente di mal costume, il losco sior Momi, padre di Leila, la madre galante, i furbi e gl'imbroglioni fan lega con costoro: sante alleanze.
L'estrema sinistra è rappresentata, fino a un certo punto, da Massimo Alberti. Egli è divenuto un vero e proprio modernista. Scolaro ed amico del Santo, ne ha portato tropp'oltre gli insegnamenti, è giunto a credere che l'organismo del cattolicesimo è consunto, e che dalla Chiesa esaurita nascerà una nuova fede migliore, come dalla Sinagoga nacque la Chiesa [...] Leila è l'estrema ombra fuggiasca di quella figura femminile che ha per lunghi anni tormentato la fantasia di Fogazzaro, l'estrema progenie spirituale di quella "sciura Luisa", devota a un'altra fede morale nel cuore, vagamente e capricciosamente ribelle alla Chiesa nella sua piccola mente irrequieta. Ma è appena un'ombra, è appena un ricordo. Le sue crisi sono scatti di nervi provocati da onde torbide di sensualità».
Fogazzaro scrisse di aver voluto, col nuovo romanzo, presentare una « [...] propaganda religiosa e morale conforme alle mie profonde convinzioni cristiane e cattoliche, ottenuta rappresentando un'anima ignara delle lotte che oggi straziano la Chiesa, penetrata di Vangelo e ferma nelle credenze tradizionali», così che il libro deluse tanto i cattolici progressisti che i conservatori e fu condannato dalla Chiesa.
Gli ultimi mesi della sua vita furono segnati dalla delusione e dal senso di aver fatto il proprio tempo. Era molto malato e alla fine di febbraio venne ricoverato all'Ospedale di Vicenza: operato il 4 marzo 1911, si aggravò rapidamente; il 7 marzo ricevette l'unzione degli infermi: « [...] con le labbra già bianche della morte, l'agonizzante rispose con l'ultimo soffio di voce alle preghiere della Chiesa: amen. E chi gli era vicino comprese che egli si era addormentato in lumine Vitae».
A tutt'oggi riposa nella tomba di famiglia presso il Cimitero Maggiore di Vicenza.

## Giudizio della critica
Un saggio di Benedetto Croce, apparso nel 1903 e poi inserito nella sua Letteratura della nuova Italia, era molto critico nei confronti del vicentino: « [...] cattolico, tiene fermo persino all'infallibilità del papa: ma è insieme ossequente alla moderna scienza naturale darvinistica, e pensa che la fede non le si opponga, e anzi la compia e le si armonizzi; e riconosce importanza ai fenomeni della suggestione, della telepatia, dello sdoppiamento, della chiaroveggenza, dello spiritismo, come segni di futura unione della scienza con la fede.» Messa così in luce la contraddizione fra il panteismo dinamico di Darwin e la fede in un Dio trascendente di Fogazzaro, e rilevato anche come l'etica dello scrittore odorasse « [...] di blandizie e di alcova», il filosofo napoletano ne criticava la visione politica: « [...] la sua politica sembra antistorica, un neoguelfismo socialistico, che la chiesa e il gesuitismo imperante respingeranno, salvo il caso che non si riveli adatto a servire da maschera a intenti di reazione».
Il critico Natalino Sapegno coglie nel poemetto Miranda e nelle liriche di Valsolda gli elementi della formazione letteraria di Fogazzaro: il romanticismo sentimentale di Aleardo Aleardi e certe irrequietezze della Scapigliatura. I temi dei romanzi, evidenziati da Sapegno, sono: il gusto degli ambienti aristocratici, dei conflitti interiori che agitano le anime elette e i cuori sensibili; gli influssi del Romanticismo, specie inglese tedesco e francese; il lirismo e l'ambiguità delle situazioni tra erotiche e religiose, infernali e paradisiache; la tendenza all'autobiografia; l'amore del vago, dello strano, del misterioso; il cattolicesimo torbido e combattuto, incerto fra tradizione e rinnovamento. Importante fu poi per lo scrittore l'adesione al modernismo.

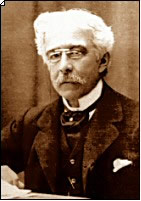
Un anziano Antonio Fogazzaro

Mentre la biografia del Gallarati Scotti resta fondamentale per la mole di informazioni che racchiude, ma poco plausibile per l'intenzionalità programmatica di presentare la sua vita come un itinerarium ad Deum, lo scrittore fu ammirato dal Momigliano, che trovava in lui « [...] un'inquietudine, un'ombra, un'indeterminatezza, che il nostro romanticismo non aveva conosciuto e che ti fa pensare a uno Chateaubriand meno solenne e più nervoso. Lo spirito del paesaggio del Fogazzaro non è pittoresco, ma musicale: Fogazzaro, in certo modo, ha preceduto Pascoli, e aperto in Italia la via di quella sensibilità indefinita, fatta di accordi occulti che accosta inevitabilmente la poesia alla musica».
Scrisse il Piromalli che Fogazzaro era stato giudicato « [...] in relazione a una determinata società ottocentesca chiusa e narcisista, era uno scrittore di un luogo e di un tempo, di un particolare pubblico; saltavano in aria l'universalità e l'eternità; il magismo musicale che i crociani vi avevano rinvenuto era l'estenuazione letteraria del sentimentalismo veneto tardo-romantico, era l'elegia della falsa spiritualità, l'orgoglio fatuo di volere essere spiritualmente al di sopra degli altri, di avere per sé e per il proprio amore un cantuccio riservato in un paradiso dell'aldilà quando le leggi della società civile non lo consentivano sulla terra», finché un saggio di Gaetano Trombatore, pubblicato nel 1945, « [...] aveva fatto cadere le impalcature mistificatrici, i belletti fasulli, la maschera idealistico-cattolica, aveva fatto vedere la miseria morale di una società angusta e greve». 
In realtà Fogazzaro è stato uno dei romanzieri italiani più aggiornati e consapevoli (da qui la sua fortuna internazionale): la sua critica alle debolezze concettuali della cultura decadente, in particolare all'estetizzazione del male, operata da Charles Baudelaire, è arrivata diversi decenni prima di quella identica proposta da autori come Hermann Broch o Elias Canetti.
Fogazzaro fu ripetutamente candidato al Premio Nobel per la letteratura che, pur essendo tra i favoriti, non vinse mai.

### Il pubblico di Fogazzaro
«Fogazzaro fu l'idolo della borghesia italiana nel periodo che corre all'incirca tra il 1880 e il 1910; dell'alta borghesia prevalentemente intellettuale e terriera, che confinava con l'aristocrazia, con cui talvolta riusciva a confondersi; e anche della borghesia media e piccola in quanto seguiva i gusti di quella e ne condivideva i sentimenti e ne ammirava le forme. E fu adesione tanto più spontanea e naturale, in quanto lo scrittore stesso apparteneva a quella classe sociale; e vi apparteneva non pure per la nascita, ma per la sua formazione intellettuale e morale, con tutte le fibre del suo essere» (Gaetano Trombatore).
Se scrittori come il Farina, il Barrili e il Rovetta, pur scrivendo per gli stessi lettori, non ebbero il suo stesso successo, si dovette, secondo il Trombatore, al fatto che essi non li seppero, come fece il Fogazzaro, « [...] scuotere e rasserenare, commuovere e divertire e lusingare, e soprattutto non seppero farli vivere, e vivere pienamente, in un mondo che pareva reale ed era ideale, che pareva ideale ed era reale, e che rimaneva pur sempre il loro mondo».

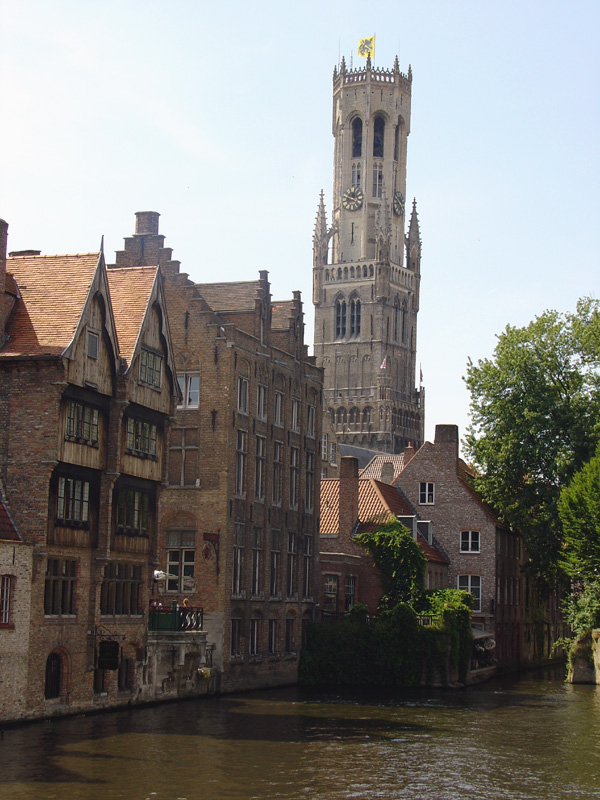
Canale a Bruges

I personaggi dei romanzi di Fogazzaro appartengono essi stessi alla borghesia « [...] ma i loro parenti sono conti e marchesi; accanto al lustro dei blasoni essi portano la luce della loro nobiltà d'animo, della loro intelligenza, della loro cultura, e vivono perfettamente intonati in quegli ambienti di elegante mondanità. Siamo in quella zona di confine in cui le due classi riescono a convivere fino a confondersi insieme. La scena è di solito una villa con un paesetto fra i monti o in riva a un lago; ma non così isolata che non vi giungano le voci del mondo circostante. Non manca in Malombra qualche riflesso della mondanità milanese, c'è la mondanità romana del Santo; e non bisogna neanche dimenticare le località del turismo mondano, Isola Bella, l'abbazia di Praglia, Subiaco, Bruges, Norimberga. Ecco veramente gli ambienti in cui potevano alimentarsi e fiorire i nobili pensieri, le alte passioni. Il Fogazzaro non deludeva mai i suoi lettori. Mentre rispondeva alle loro tendenze sentimentali e morali, egli ne appagava e ne lusingava le esigenze mondane e intellettuali».
I lettori che amavano Fogazzaro « [...] aspiravano, almeno nell'illusione, a evadere in una vita più nobile e alta, avevan perduta la fede e volevano credere, si sentivano insozzati di colpa e anelavano alla purezza, volevano amare non grettamente ma col tumulto dei sensi e dell'anima: lo scrittore offrì il vasto pascolo ideale che cercavano, fece, di là dalle tenebre della carne, balenare la sublimità dello Spirito, ed essi arsero nella fiamma della sua anima».
Il declino del successo sopravvenne con un mutamento del gusto che pure partiva da quelle premesse, il romanticismo crepuscolare espresso dallo scrittore vicentino non essendo più adeguato all'esigenza di un «...sublime che, abbandonata la sua sede sopramondana, si celebrasse tutto sulla terra, incarnandosi nell'individuo e sollevandolo sulla servile umanità a sbramare la sua bruciante sete di conquista e di dominio. Nacque, o meglio, si perfezionò così il gusto della vita come avventura inimitabile, e, secondo alcuni, il Fogazzaro dové a poco a poco consegnare i suoi lettori a un incantatore ben più agguerrito e più ricco di multiformi e incestuose magie: il despota dell'estetismo dannunziano, lordo di sangue e d'oro».
In realtà, a Fogazzaro interessava una critica radicale dei presupposti dell'estetismo, del suo soggettivismo esasperato, come mostra chiaramente il romanzo Malombra: «Se l’illusa Emma Bovary di Gustave Flaubert è prima di tutto la giovane donna preda del ciarpame romantico di cui ha nutrito da ragazza il suo spirito, analogamente Marina incarna la deriva di quella cultura e degli sviluppi che essa aveva avuto alla metà dell’Ottocento. 'Non le mancava un solo romanzo della Sand' - osserva nel cap. V (Parte Prima) del romanzo l'autore, che descrive anche Corrado come un viaggiatore "fantastico", con un aggettivo capace di riportare subito, per associazione, a Ernst T. A. Hoffmann e al giovane «innamorato e fantastico come lo Stenio di George Sand» dell’operetta satirico-parodica Un romanzo in vapore dell'estroso Collodi. [...]
Ciò chiarisce meglio perché Fogazzaro proceda ad una "contemporaneizzazione del fantastico", unendo nella sua narrazione alcuni elementi realistici e altri contrari nel senso dell'astratto, della fascinazione, dell'oscuramente misterioso, dell'invisibile. Tale patronato letterario spiega anche molto dei personaggi: [...] per loro, i diritti della passione verranno prima di qualsiasi altra cosa o si dovranno imporre ineluttabilmente contro ogni barriera. Non per nulla Silla, orgoglioso, superbo, incapace di "giusto equilibrio" fra spirito e sensi, si definisce "inetto a vivere": ha "la forza [...] di resistere a qualunque disinganno, a qualunque amarezza", ha un "cuore ardente", ma gli mancano la "potenza" e "l’arte" per portare a compimento le cose (Parte Prima, cap. VIII). [...]
Per questa carenza di volontà, nel segno di Arthur Schopenhauer, [...] il personaggio sembra assomigliare piuttosto a certe moderne figure di Svevo e della narrativa nordica del Novecento. Corrado Silla vorrebbe resistere a Marina, ne avrebbe la possibilità, ma non riesce a compiere questa scelta morale.[...] Silla non è capace di seguire la sincera e appassionata Edith, letteralmente impaniato nella “mala ombra” del fascino di Marina: intelligente, questa, brillante, innamorata dell’amore oltre tutto e tutti, ma allo stesso tempo circondata da amicizie fatue, frivola, piena di sarcasmo, di "pensieri torbidi" (Parte Prima, cap. IV), di uno spirito "scettico e falso" (Parte Prima, cap. I). [...]
In breve la giovane donna è angelo e demonio insieme. Marina è, come Enrico di Miranda al maschile, una versione femminile del dandy: bella, elegante, sprezzante, ma anche capricciosa, annoiata e ricca di odio. Disdegna le parole di Friedrich Schiller e Johann Wolfgang Goethe che gli cita il segretario Steinegge, padre amatissimo di Edith, e possiede, significativamente accanto ai Fiori del male di Baudelaire che l’ebbe particolarmente cara, l’opera di Edgar Allan Poe, il cui destino fu presto segnato dall’alcoolismo e dalle allucinazioni. Inoltre "al concetto del bene e del male" Marina ha voluto sostituire "il concetto meno volgare del bello e del brutto" (Parte Prima, cap. V): cede così alla lusinga baudelairiana della bellezza del Male, confondendo l’etica con l’estetica e dando a quest’ultima il primato assoluto».

### L'amore
Fogazzaro apparteneva dunque a una borghesia moderna e attiva e a un pubblico di tal fatta egli si rivolgeva; moderno, ma che teneva ben presenti le tradizioni di un cattolicesimo non gretto, ma sostanzialmente conservatore, capace di rendersi conto della necessità di accogliere quanto di nuovo lo sviluppo sociale proponesse ma senza stravolgimenti. Nella rappresentazione della vita familiare Fogazzaro si mosse seguendo quell'impostazione e, seguendo il proprio temperamento, preferì trattare, nell'ambito dei rapporti familiari, il tema dell'amore.
«La precedente esperienza romantica aveva sancita l'incompatibilità dell'amore con il matrimonio, nel senso che l'amore non può raggiungere le vette della passione senza un forte ostacolo che lo alimenti e lo esasperi. Perciò l'amore fogazzariano è preconiugale o extraconiugale (nel caso di Franco e Luisa [i protagonisti di Piccolo mondo antico] la questione non verte sull'amore, ma sui contrasti ideologici dei due coniugi). Anche l'amore preconiugale si alimenta di ostacoli: in Violet [la protagonista de Il mistero del poeta] è il senso dell'occulta colpa, è il suo carattere irresoluto, è la sua salute cagionevole; in Leila è la fede giurata al morto fidanzato, è il suo orgoglio [...].
S'intende che la più ricca è l'impostazione dell'amore extraconiugale, quello di Piero e di Jeanne [in Piccolo mondo moderno] o quello di Daniele e di Elena [in Daniele Cortis], che è rimasto il più caratteristico. Ma sempre in lui l'amore è un ardore nascosto, una pena struggente, un lento spasimo, vi si sentono i brividi della voluttà sfiorata, le seduzioni del peccato; si rasenta l'orlo della colpa. Ecco l'innovazione: codesto amore ideale e platonico egli lo fa vivere alle sue eroine con le fiamme della passione vera, coi sensi sempre in subbuglio. Ma è sempre un amore d'eccezione e l'istituto matrimoniale, se non è proprio salvo, è almeno conservato; il Fogazzaro corre sempre ai ripari; ognuno patisce la sua tragedia nel chiuso della propria anima; non vi sono scandali; le norme della moralità borghese non sono sovvertite».

### Il romanticismo
Il percorso del romanzo italiano quasi non conobbe il romanticismo, inteso come letteratura di forti contrasti, che spazino dal dramma all'idillio, dal sentimento del patetico alle vette del sublime; non poté averlo nel Manzoni, per il programmatico rifiuto di quello scrittore a farsi interprete dei pur tanti temi romantici che nei Promessi sposi erano presenti; quanto alla Scapigliatura, fu un fenomeno di breve durata, un'artefatta costruzione intellettualistica, non l'espressione di un'esigenza intimamente sentita; in Italia il romanticismo ebbe la sua maggiore espressione nella musica, raggiungendo il vertice del successo popolare nel melodramma verdiano.
Secondo alcuni critici, fu proprio il Fogazzaro a farsi interprete dell'esigenza romantica presente nei lettori italiani: « [...] lo spirito borghese fu al tempo stesso il movente e il limite del romanticismo fogazzariano: lo fece nascere ma ne circoscrisse i motivi e l'intensità. Perciò non fu tutto genuino e compiuto; tuttavia, anche a giudicarlo deteriore, bisogna riconoscere che esso rispose largamente all'aspettativa. Il Fogazzaro ebbe il senso del Destino, pur senza saperne sceverare e decifrare il volto maligno e inesorabile, l'implacabilità che atterra e annichila; non seppe perciò riuscire veramente tragico, nel senso alto della parola, ma decadde nel suo surrogato che è il teatrale. Sincero e costante fu però il suo gusto delle situazioni drammatiche, e suggestive le sue evasioni nell'atmosfera del sublime [...]». Queste tempeste dell'anima sono vissute da esseri culturalmente e spiritualmente superiori: gli umili vivono accettando con semplicità la volontà divina, non le provano né le comprendono quando le vedono vissute dai "signori", e questo è motivo, nel Fogazzaro, di ricorrere all'umorismo e alle risorse del macchiettismo. In realtà, Fogazzaro alimenta la sua scrittura di un confronto profondo con il più impegnativo pensiero teologico, cosicché le consuete categorie "romanticismo", "macchiettismo" e simili, decadono subito non appena si individuino le sue fonti da sant'Agostino a Ruysbroek il MirabilE, da san Tommaso d'Aquino a Madame Guyon (che si chiamava Jeanne, si noti, come la protagonista di Piccolo mondo moderno).
Ma nei protagonisti dei suoi romanzi vi è un « [...] mareggiare fra l'ideale e il reale, fra l'essere e il dover essere, fra un'ansia di elevazione e un ardore di perdizione. E da questo conflitto non si può uscire per una composizione armonica dei due termini, si può uscire solo per la via che conduce al sublime [...] e tutto quel vario agitarsi e cozzare di passioni aspira sempre a risolversi e a sublimarsi nell'atmosfera assorta del Mistero, dove, a tratti, par di scorgere anche il volto velato del Destino. Il tema del mistero è forse il tema più alto e romantico del Fogazzaro. Sempre è avvertibile in lui il senso di una nascosta, arcana realtà [...]. Allora anche la natura partecipa all'azione con una sua vasta coralità [...] Questo largo fremito romantico, non incomposto, anzi sempre decorosamente atteggiato, fu l'elemento decisivo della vittoria del Fogazzaro, quello per cui egli riuscì a rapire e a sollevare con sé l'animo dei suoi lettori».

### La religione
Fogazzaro fu profondamente cattolico e osservante e se tentò di conciliare Darwin e sant'Agostino fu soltanto perché riteneva, così facendo, di non violare alcun articolo di fede. Anche la sua adesione al modernismo, che non portò a nessun contributo concreto, era dettata dalla sua convinzione di mantenersi nel solco dell'ortodossia, tanto che si piegò subito alla condanna.
La sua vera innovazione fu l'espressione del sentimento religioso; in sintonia con le esigenze dei lettori del suo tempo, manifestò nei suoi romanzi una fede religiosa che « [...] si alleava con l'amore e si profumava di peccato; sempre compromessa, sempre in pericolo e pur sempre divincolantesi e risorgente, viveva nella coscienza e pur anche nel subcosciente; non era un fatto ma un fare perenne, un'inesausta esperienza. Perciò si attirava facili anatemi e sarcasmi; eppure sempre avvinceva, sempre attirava nel suo gorgo meduseo, specialmente le donne. E sempre salvo rimaneva il principio, sempre intatta splendeva la maestà di Dio.
In fondo, la maggior seduzione dei romanzi del Fogazzaro consisteva nell'appagare il gusto borghese di affrontare il rischio e di ritraersene in tempo. Nella religione, come nella politica e nell'amore, si era condotti all'orlo del baratro, ma non ci si cadeva; si provavano le vertigini dell'abisso, ma da un fidato belvedere. Era come – tanto per restare nell'Ottocento e cioè in un'epoca che non conosceva ancora le acrobazie aeree – era come sulle montagne russe, che facevano sentire le ebbrezze delle ascese, le angosce dei vorticosi aggiramenti, lo spasimo della caduta; girava la testa, la coscienza si smarriva e si oscurava, ma solo per un attimo; il carrello funzionava a dovere, e alla fine si toccava terra palpitanti e felici».

### La politica

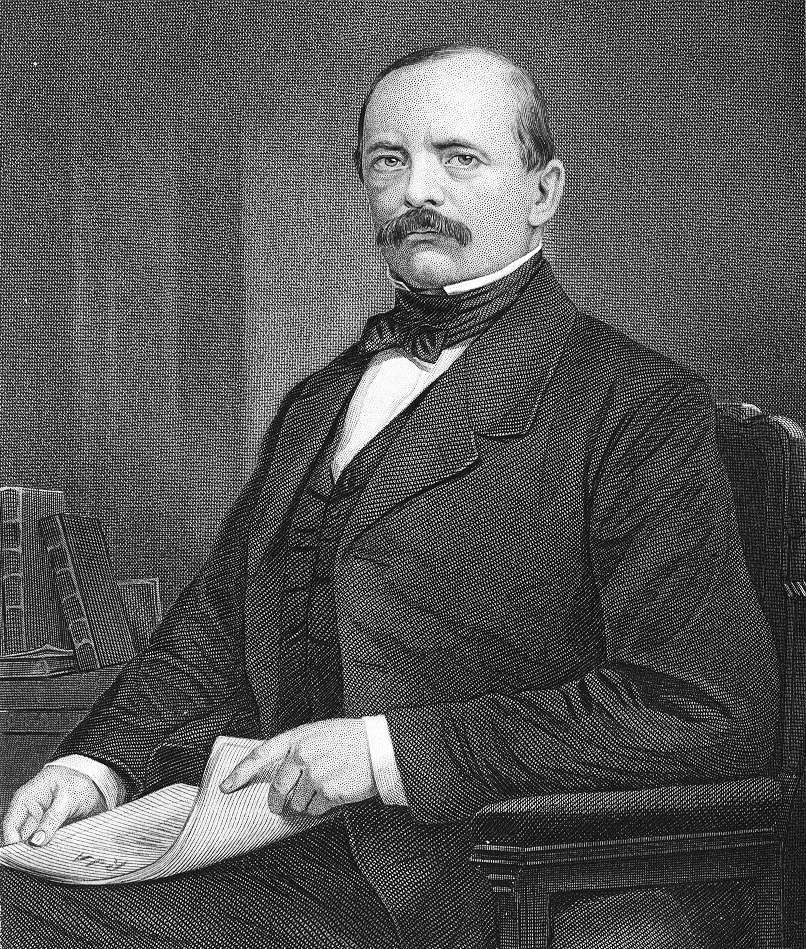
Otto von Bismarck

Negli anni ottanta, dopo la caduta della Destra, era diffuso in Italia un senso di sfiducia e di scontento verso una classe politica, considerata corrotta e pronta a ogni compromesso, e verso il parlamentarismo, considerato inefficiente e limitante una possibile e auspicata azione della monarchia. Si era fatta largo l'idea che occorresse l'azione di un uomo forte, un Bismarck italiano che limitasse l'istituto parlamentare, desse forza alla monarchia, risolvesse la Questione romana e rendesse l'Italia autorevole e rispettata nel mondo. Sono le idee espresse nel Daniele Cortis e sono i progetti che Fogazzaro non ripresentò più nei suoi romanzi: nel Piccolo mondo antico torna ai passati ideali del Risorgimento, a un patriottismo semplice e generoso, che scaturisce dall'animo come un dovere morale, come affermazione di dignità contro la sopraffazione e l'ingiustizia.
Dei tanti temi che agitavano la vita politica del suo tempo – l'avventura africana, la questione sociale, i moti in Sicilia e in Lunigiana, la sommossa di Milano, lo scandalo della Banca Romana – non si occupò mai.
Erano temi troppo forti, innaturali per un Fogazzaro che se poteva esprimere il dramma dei sentimenti, non poteva sottrarsi all'idillio nella rappresentazione della vita sociale che, nei suoi romanzi, è « [...] una beata e quieta arcadia, dove tutto va per il suo giusto verso, che è poi il verso gradito a chi sta in alto [...] in lui, profondamente sincero e convinto cattolico, viveva e operava sempre implicito il senso dell'uguaglianza delle anime, e questo non gli faceva avvertire, o gliela faceva avvertire troppo scarsamente, l'ingiustizia delle disparità sociali. L'uguaglianza giuridica e formale, che allora si era già raggiunta, lo appagava compiutamente [...] Fra i vari strati sociali non corrono relazioni d'interesse, ma d'affetto. Gli abitanti dei ranghi superiori trattano gl'inferiori con arguta bonomia, con amorevole condiscendenza, e ne riscuotono una commovente devozione».
Utilizzando il dialetto, introducendo effetti comici con l'impostare figure macchiettistiche al limite del verismo, e senza dar loro troppo rilievo, Fogazzaro trovò « [...] il talismano segreto che lo salvò dall'arcadia [...] Questo vivace brulicare di vita minuscola è sempre in funzione di quel che vibra nell'alto declamato della vita superiore. La scala sociale di questi romanzi si dispone come una scala armonica e non tollera né dissonanze né stonature: al virtuosismo del compositore rimane però la risorsa di ricavarne pregevoli effetti di contrappunto».
Antonio Fogazzaro fu molto amico del compositore italiano Gaetano Braga, il quale musicò il testo Il canto della ricamatrice. A sua volta, il Fogazzaro, ritrasse il compositore nella novella Il Maestro Chieco.
Il vescovo Geremia Bonomelli intrattenne un'amicizia sincera con Fogazzaro, che lo portò ad essere richiamato più volte dalle autorità papali per avere espresso giudizi positivi su alcune opere dello scrittore, questo anche se Bonomelli tentò di tenere un po' a freno le teorie sulla evoluzione darwiniana che il Fogazzaro, in un certo periodo della sua vita, approvava. Il Fogazzaro scrisse nel 1901, su invito del vescovo che intendeva così favorire e incrementare lo spirito religioso dei marinai italiani, la Preghiera del marinaio.

## Lascito
Nei primi mesi del 2011, in occasione del centenario della morte dello scrittore, è stato aperto uno scatolone donato alla Biblioteca civica Bertoliana di Vicenza nei primi anni sessanta contenente tutti i taccuini e i diari di Fogazzaro che per disposizioni testamentarie doveva essere aperto proprio in questo anno.
Sempre per volere dello scrittore molti carteggi sono conservati nell'Abbazia di Praglia a Teolo in provincia di Padova

## Opere
Romanzi
- 1881 - Malombra, Milano, Brigola
- 1885 - Daniele Cortis, Torino, F. Casanova
- 1888 - Il mistero del poeta, Milano, Galli
- 1895 - Piccolo mondo antico, Milano, Galli
- 1901 - Piccolo mondo moderno, Milano, Hoepli
- 1905 - Il Santo, Milano, Baldini & Castoldi
- 1910 - Leila, Milano, Baldini & Castoldi

Racconti
- 1887 - Fedele e altre novelle, Milano, Galli

Saggi
- 1892 -  Antonio Fogazzaro, Per un recente raffronto delle teorie di S. Agostino e di Darwin circa la creazione, Milano, Galli, 1892.
- 1893 -  Antonio Fogazzaro, Origine dell'uomo e il sentimento religioso, Milano, Libreria editrice Galli di C. Chiesa e F. Guindani, 1893.
- 1899 - Ascensioni umane. Teoria dell'evoluzione e filosofia cristiana. Baldini e Castoldi.Rieditato da Longanesi nel 1977 con introduzione di Paolo Rossi.
- 1901 - Il dolore nell'arte, Milano, Baldini Castoldi Dalai Editore

Poesia
- 1874 - Miranda, Firenze, Le Monnier
- 1876 - Valsolda, Milano, Brigola, raccolta di liriche dedicate al comune omonimo

Appunti di viaggio
- 1868 - Diario di viaggio in Svizzera, Accademia Olimpica Edizioni
- 1885 - Taccuino Bavarese, Accademia Olimpica Edizioni

Altro
- 1863 - Una ricordanza del Lago di Como, Vicenza, Paroni, (pubblicazione per le nozze Scola-Patella)
- 1865 - Albo veneziano: San Marco, Barcarola, Lido, Serenata, Vicenza, Longo, (pubblicazione per le nozze Clementi-Marchesini)
- 1868 - A mia sorella. Ode, (pubblicazione per le nozze Fogazzaro-Danioni)
- 1870 - Discorso tenuto al Teatro Olimpico per la dispensa dei premi agli alunni delle scuole serali civiche e rurali, Vicenza, Paroni
- 1871 - Najadi: 1. Al fonte, 2. Nel lago, Vicenza, Burato, (pubblicazione per le nozze Casalini-Barrera)
- 1872 - Dell'avvenire del romanzo in Italia, Vicenza, Burato; discorso
- 1901 - Sonatine bizzarre, ed. Cav. Giannotta, Catania; miscellanea di articoli